# Elizabeth Brooke
Elizabeth Brooke (* 1989 als Elizabeth Duncombe) ist eine Triathletin aus dem Vereinigten Königreich und dreifache Ironman-Siegerin (2019, 2021, 2022).

## Werdegang
Elizabeth Brooke ist im Triathlon vorwiegend auf der Mittel- und Langdistanz aktiv. 2019 qualifizierte sie sich für einen Startplatz bei den Ironman World Championships (Ironman Hawaii: 3,86 km Schwimmen, 180,2 km Radfahren und 42,195 km Laufen). 
Im Dezember 2019 gewann sie in Argentinien den Ironman Mar del Plata und im August 2021 gewann sie mit der dritten Austragung des Ironman Tallinn nach 2019 ihr zweites Ironman-Rennen.

## Sportliche Erfolge
| Datum/Jahr    | Rang | Wettbewerb                 | Austragungsort | Zeit     | Bemerkung           |
| ------------- | ---- | -------------------------- | -------------- | -------- | ------------------- |
| 18. Juli 2021 | 2    | Ironman 70.3 Staffordshire | Staffordshire  | 04:47:54 |                     |
| 21. Feb. 2020 | 1    | Ironman 70.3 Oman          | Oman           | 04:34:24 | [ 2 ]               |
| 10. Juni 2018 | 16   | Ironman 70.3 Staffordshire | Staffordshire  | 05:04:39 | hinter Emma Pallant |

| Datum/Jahr    | Rang | Wettbewerb            | Austragungsort | Zeit     | Bemerkung                          |
| ------------- | ---- | --------------------- | -------------- | -------- | ---------------------------------- |
| 6. Aug. 2022  | 1    | Ironman Tallinn       | Tallinn        |          |                                    |
| 7. Aug. 2021  | 1    | Ironman Tallinn       | Tallinn        | 09:31:06 | Siegerin der dritten Austragung    |
| 1. Dez. 2019  | 1    | Ironman Mar del Plata | Mar del Plata  |          |                                    |
| 11. Okt. 2019 | 879  | Ironman Hawaii        | Hawaii         | 10:32:01 | Rang 17 in der Altersklasse F30-34 |